# 豐田中心
豐田中心（英語：Toyota Center）是一座位於美國德克薩斯州休斯敦市中心的室內體育館，由日本豐田汽車公司冠名贊助。
體育館現為國家籃球協會（NBA）休斯敦火箭、以及美國冰球聯盟（AHL）休斯敦航空（Houston Aeros）的主場。

## 歷史
2002年，一眾以休斯敦為基地的體育隊伍向該市市府施壓，要求當局興建新體育館以取代舊有的康柏中心（Compaq Center），結果促成豐田中心的興建。豐田中心自此成為而那些體育隊伍的主場。
豐田中心在舉行籃球比賽時可容納18,300名觀眾，在舉行冰球比賽時可以容納17,800人，而舉行音樂會時則可容納最多19,000人。體育館內另設有2,900個俱樂部坐位，以及103間豪華套房。體育館附近數條街道範圍內有超過10,000個停車位，這包括一個有天橋連接場館、擁有2,500個停車位的「豐田 Tundra garage」停車場。
豐田中心曾於2003年獲得由休斯敦中心公司（Central Houston, Inc.）頒發的「艾倫社區提升獎」（Allen Award for Civic Enhancement），另於2004年獲得由哈林世界巡迴籃球隊（Harlem Globetrotters）頒發的「全年最佳新秀獎」，以及入選由《Pollstar》雜誌頒發的「最佳新建音樂會場館獎」最後名單。
豐田中心在開幕頭一年已經吸引超過1.5百萬名觀眾進場。 （页面存档备份，存于）

## 大活動

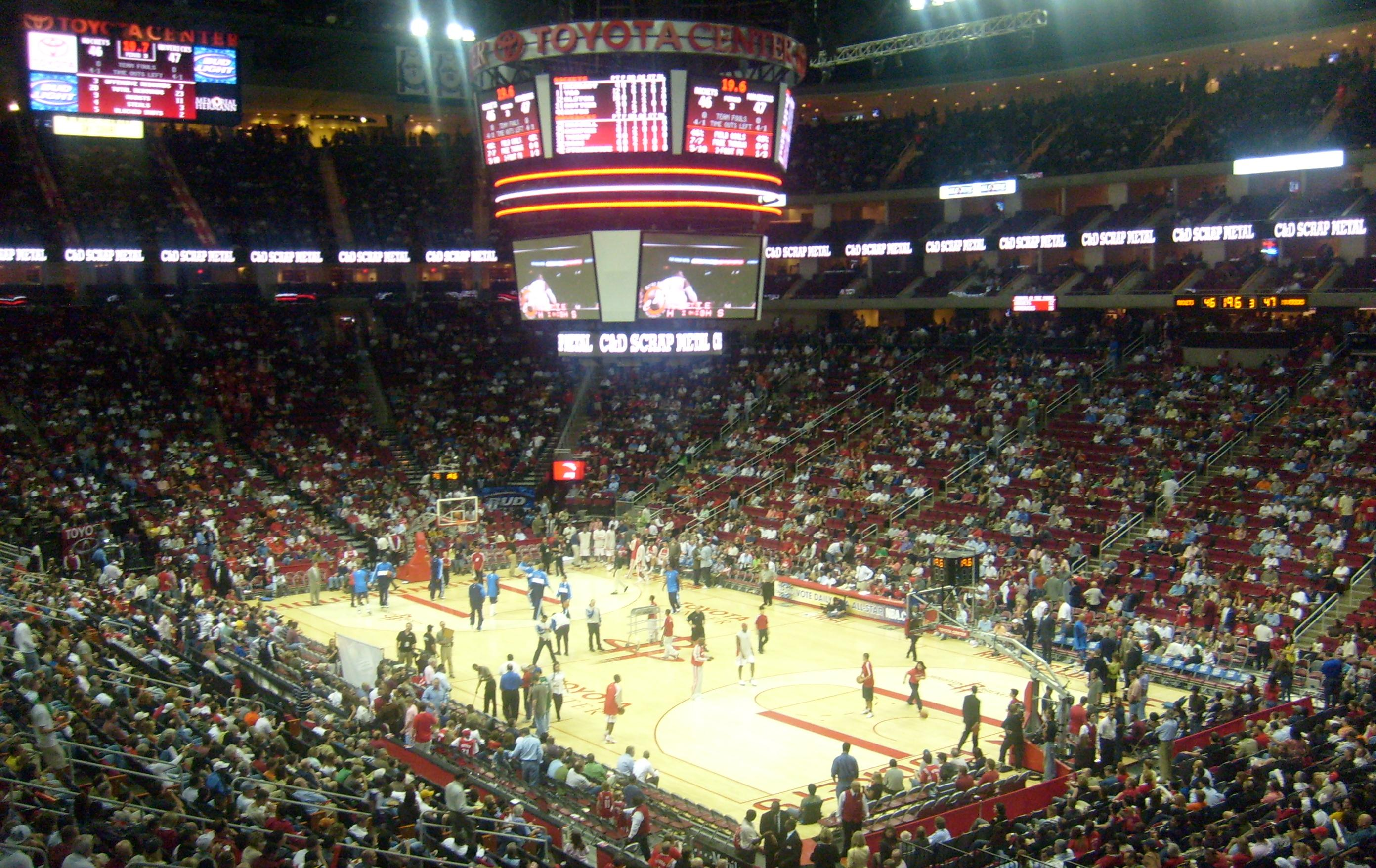
豐田中心內的情況

豐田中心開幕後的第一個活動是於2003年10月6日舉行的佛利伍·麥克樂隊音樂會，而休斯敦火箭隊在豐田中心的第一場主場比賽是於2003年10月30日迎戰丹佛金塊隊。
豐田中心現已成為休斯敦地區舉辦重大活動的主要場館之一。
- 2005年10月9日：世界摔角娛樂製作付費收看（Pay-Per-View）節目 No Mercy
- 2006年：2006年NBA全明星賽
- 2006年10月30日：樂隊RBD Tour Generación 2006 巡迴演唱會
- 2006年12月18日：歌舞青春音樂會 CD/DVD 於該場館錄製
- 2007年3月2日：埃里克·克萊普頓音樂會
- 2007年3月4日：賈斯汀·提姆布萊克 FutureSex/LoveShow（英语：FutureSex/LoveShow） 巡迴演唱會
- 2007年3月7日：樂隊嗆辣紅椒《星戰競技場》巡迴演唱會
- 2007年4月7日：UFC主辦的格鬥賽事 UFC 69: Shootout（英语：UFC 69）
- 2007年6月24日：世界摔跤娛樂製作付費收看節目 冠軍之夜
- 2007年7月5日：凱斯·艾爾本音樂會
- 2013年：2013年NBA全明星賽
- 2017年7月19日：韓國歌手G-Dragon《母胎》世界巡迴演唱會
- 2022年8月20日:韓國團SEVENTEEN《SEVENTEEN WORLD TOUR 'BE THE SUN'》世界巡回演唱會
- 2022年10月29、30日：韓國團體BLACKPINK《BornPink》世界巡迴演唱會

## 外部連結
- （英文）豐田中心官方網站（页面存档备份，存于）
- （英文）豐田中心的位置（Terraserver.com）[永久]

| 前任： 康柏中心 1975年—2003年 | 休斯敦火箭隊主場 2003年—今 | 繼任： 現任 |

29°45′2.61″N 95°21′43.62″W / 29.7507250°N 95.3621167°W